# Унцмаркт-Фрауэнбург
Унцмаркт-Фрауэнбург (нем. Unzmarkt-Frauenburg) — ярмарочная коммуна в Австрии, в федеральной земле Штирия.
Входит в состав округа Юденбург. Население составляет 1478 человек (на 31 декабря 2005 года). Занимает площадь 36,55 км². Официальный код — 6 08 22.

## Политическая ситуация
Бургомистр коммуны — Эберхард Вальнер (АНП) по результатам выборов 2005 года.
Совет представителей коммуны (нем. Gemeinderat) состоит из 15 мест.
- АНП занимает 10 мест.
- СДПА занимает 5 мест.